# Noasaurus
Noasaurus (NOA = španělsky severozápadní Argentina = NOA, saurus = z řečtiny ještěr) byl druh abelisauroidního teropoda, z čeledi Noasauridae. Žil v Argentině před 70 miliony lety. Objeven byl roku 1980.

## Popis
Měřil zhruba 1,5 až 2,4 metru a vážil kolem 15 kilogramů. Měl delší krk, dlouhé nohy a krátké přední končetiny. Mezi jeho příbuzné patří například madagaskarský rod Masiakasaurus. V Argentině žil vedle větších teropodů, jako byl jeho vzdálený příbuzný Carnotaurus.

## Chybné určení
Dříve byl považován za dromeosaurida, protože byl u něho nalezen srpovitý dráp, ale později se zjistilo, že jde o abelisaurida, protože dráp byl z přední končetiny.

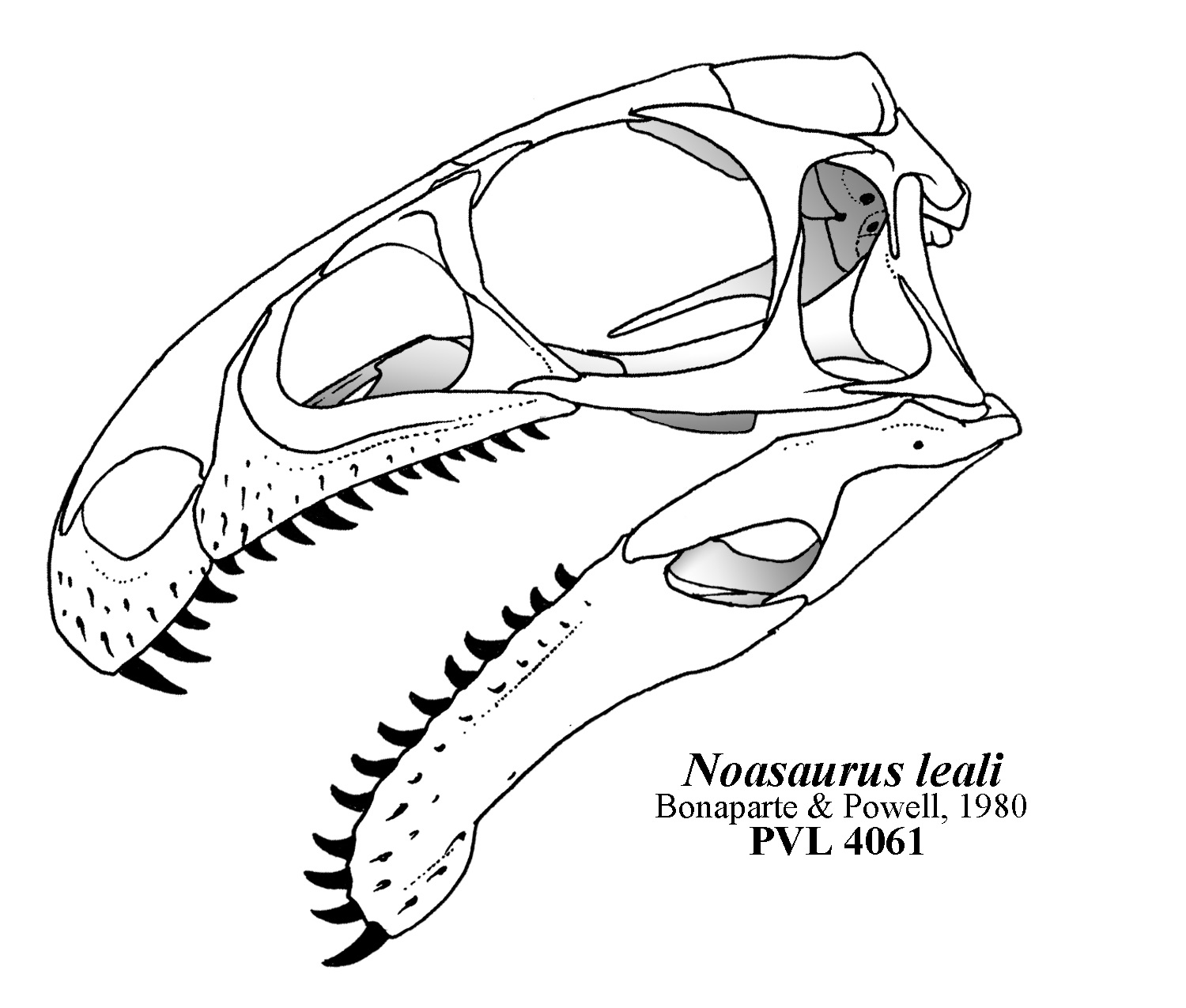
Noasaurus - lebka